# スーパーリーグ (ラグビーリーグ)
スーパーリーグ（Super League）は、北半球における最高位のラグビーリーグクラブ競技会である。スポンサー名を冠してBetfred Super Leagueとも呼ばれる。12チームが参加し、2020シーズンの参加チームはイングランドから10チーム、フランスから1チーム、カナダから1チームである。
1996年3月、ラグビーフットボールリーグ・チャンピオンシップを置き換える形で、シーズンを夏から冬に移行して開幕した。2008年シーズンまでは12チームだったが、2009年シーズンから2チームが加わり14チームで行われ、2013年に再び12チームに戻った。
各チームは2月から9月の間の29試合を行う。内訳はホーム・アンド・アウェー方式による2回戦総当たりの22試合、マジック・ウィークエンドの1試合、リーグ順位によって決定される6試合の「loop fixture」である。上位5チームがプレーオフシリーズに進み、グランドファイナルでチャンピオンが決定する。グランドファイナルは例年10月の第1土曜日にマンチェスターのオールド・トラッフォードで開催される。最下位の1チームはチャンピオンシップに降格する。
グランドファイナル優勝チームはオーストラリアのナショナルラグビーリーグ（NRL）優勝クラブとの世界一決定戦であるワールドクラブチャレンジに出場する。

## クラブ

### 登録クラブ（2020年）
| 色 | クラブ                            | 創設年 | 都市                                         | スタジアム                           | 収容人数* | タイトル (最終)** |
| -- | --------------------------------- | ------ | -------------------------------------------- | ------------------------------------ | --------- | ----------------- |
|    | カッスルフォード・タイガーズa     | 1926   | カッスルフォード（ウェスト・ヨークシャー）   | ウェルドン・ロード                   | 11,775    | 0 (N/A)           |
|    | カタラン・ドラゴンズ              | 2000   | ペルピニャン（ピレネー＝オリアンタル県）     | スタッド・ジルベール・ブルテュー     | 13,000    | 0 (N/A)           |
|    | ハダーズフィールド・ジャイアンツc | 1870   | ハダーズフィールド（ウェスト・ヨークシャー） | カークリーズ・スタジアム             | 24,500    | 7 (1962)          |
|    | ハルFCc                           | 1865   | ハル（イースト・ヨークシャー）               | KCスタジアム                         | 25,400    | 6 (1983)          |
|    | ハル・キングストン・ローヴァーズ  | 1882   | ハル（イースト・ヨークシャー）               | クラヴェン・パーク                   | 12,225    | 5 (1985)          |
|    | リーズ・ライノズabc               | 1870   | リーズ（ウェスト・ヨークシャー）             | ヘディングリー・ラグビー・スタジアム | 21,062    | 11 (2017)         |
|    | サルフォード・レッドデビルズ      | 1873   | サルフォード（グレーター・マンチェスター）   | サルフォード・シティ・スタジアム     | 12,000    | 6 (1976)          |
|    | セント・ヘレンズabc               | 1873   | セント・ヘレンズ（マージーサイド）           | トータリー・ウィッキッド・スタジアム | 18,000    | 14 (2019)         |
|    | トロント・ウルフパック            | 2016   | トロント（オンタリオ州）                     | ランポート・スタジアム               | 9,600     | 0 (N/A)           |
|    | ウェイクフィールド・トリニティc   | 1873   | ウェイクフィールド（ウェスト・ヨークシャー） | ベル・ヴュー                         | 9,333     | 2 (1968)          |
|    | ウォリントン・ウルブズab          | 1876   | ウォリントン（チェシャー）                   | ハリウェル・ジョーンズ・スタジアム   | 15,200    | 3 (1955)          |
|    | ウィガン・ウォリアーズabc         | 1872   | ウィガン（グレーター・マンチェスター）       | DWスタジアム                         | 25,133    | 22 (2018)         |

a: スーパーリーグの創設メンバー

b: 1996年から全てのシーズンに参加

c: NRFU（後のRFL）を結成した22クラブの1つ
- **公式にスーパーリーグの歴史の一部と見なされているラグビーフットボールリーグ・チャンピオンシップのタイトルを含む。

|  | 現在のチャンピオン |

### 以前にスーパーリーグに在籍したクラブ
| 色 | クラブ                     | 在籍シーズン数 | 初シーズン | 最終シーズン | 最後のタイトル獲得** |
| -- | -------------------------- | -------------- | ---------- | ------------ | -------------------- |
|    | ロンドン・ブロンコズ       | 20             | 1996       | 2019         | N/A                  |
|    | ブラッドフォード・ブルズ   | 19             | 1996       | 2014         | 2005                 |
|    | ウィドネス・バイキングズ   | 11             | 2002       | 2018         | 1989                 |
|    | ハリファックス             | 8              | 1996       | 2003         | 1985-86              |
|    | シェフィールド・イーグルズ | 4              | 1996       | 1999         | N/A                  |
|    | クルセイダーズ §*          | 3              | 2009       | 2011         | N/A                  |
|    | リー・センチュリオンズ     | 2              | 2005       | 2017         | 1981-82              |
|    | オールダム                 | 2              | 1996       | 1997         | 1956-57              |
|    | パリ・サンジェルマン §     | 2              | 1996       | 1997         | N/A                  |
|    | ゲーツヘッド・サンダー §*  | 1              | 1999       | 1999         | N/A                  |
|    | ワーキントン・タウン       | 1              | 1996       | 1996         | 1950-51              |

- § 現在は消滅したクラブ

## 歴代優勝チーム
| シーズン | 優勝                     | スコア  | 準優勝                       | レギュラーシーズン優勝           |
| -------- | ------------------------ | ------- | ---------------------------- | -------------------------------- |
| I        | セント・ヘレンズ         | N/A     | ウィガン・ウォリアーズ       | N/A                              |
| II       | ブラッドフォード・ブルズ | N/A     | ロンドン・ブロンコズ         | N/A                              |
| III      | ウィガン・ウォリアーズ   | 10-4    | リーズ・ライノズ             | ウィガン・ウォリアーズ           |
| IV       | セント・ヘレンズ         | 8-6     | ブラッドフォード・ブルズ     | ブラッドフォード・ブルズ         |
| V        | セント・ヘレンズ         | 29-16   | ウィガン・ウォリアーズ       | ウィガン・ウォリアーズ           |
| VI       | ブラッドフォード・ブルズ | 37-6    | ウィガン・ウォリアーズ       | ブラッドフォード・ブルズ         |
| VII      | セント・ヘレンズ         | 19-18   | ブラッドフォード・ブルズ     | セント・ヘレンズ                 |
| VIII     | ブラッドフォード・ブルズ | 25-12   | ウィガン・ウォリアーズ       | ブラッドフォード・ブルズ         |
| IX       | リーズ・ライノズ         | 16-8    | ブラッドフォード・ブルズ     | リーズ・ライノズ                 |
| X        | ブラッドフォード・ブルズ | 15-6    | リーズ・ライノズ             | セント・ヘレンズ                 |
| XI       | セント・ヘレンズ         | 26-4    | ハル                         | セント・ヘレンズ                 |
| XII      | リーズ・ライノズ         | 33-6    | セント・ヘレンズ             | セント・ヘレンズ                 |
| XIII     | リーズ・ライノズ         | 24-16   | セント・ヘレンズ             | セント・ヘレンズ                 |
| XIV      | リーズ・ライノズ         | 18-10   | セント・ヘレンズ             | リーズ・ライノズ                 |
| XV       | ウィガン・ウォリアーズ   | 22-10   | セント・ヘレンズ             | ウィガン・ウォリアーズ           |
| XVI      | リーズ・ライノズ         | 32-16   | セント・ヘレンズ             | ウォリントン・ウルブズ           |
| XVII     | リーズ・ライノズ         | 26-18   | ウォリントン・ウルブズ       | ウィガン・ウォリアーズ           |
| XVIII    | ウィガン・ウォリアーズ   | 30-16   | ウォリントン・ウルブズ       | ハダーズフィールド・ジャイアンツ |
| XIX      | セント・ヘレンズ         | 14-6    | ウィガン・ウォリアーズ       | セント・ヘレンズ                 |
| XX       | リーズ・ライノズ         | 22-20   | ウィガン・ウォリアーズ       | リーズ・ライノズ                 |
| XXI      | ウィガン・ウォリアーズ   | 12-6    | ウォリントン・ウルブズ       | ウォリントン・ウルブズ           |
| XXII     | リーズ・ライノズ         | 24-6    | カッスルフォード・タイガーズ | カッスルフォード・タイガーズ     |
| XXIII    | ウィガン・ウォリアーズ   | 12-4    | ウォリントン・ウルブズ       | セント・ヘレンズ                 |
| XXIV     | セント・ヘレンズ         | 23-6    | サルフォード・レッドデビルズ | セント・ヘレンズ                 |
| XXV      | セント・ヘレンズ         | 8-4     | ウィガン・ウォリアーズ       | ウィガン・ウォリアーズ           |
| XXVI     | セント・ヘレンズ         | 12 - 10 | カタラン・ドラゴンズ         | カタラン・ドラゴンズ             |
| XXVII    | セント・ヘレンズ         | 24–12   | リーズ・ライノズ             | セント・ヘレンズ                 |
| 2024     | ウィガン・ウォリアーズ   | 9–2     | Hull Kingston Rovers         |                                  |

## 歴代降格チーム
| シーズン | クラブ名                                        |
| -------- | ----------------------------------------------- |
| 1996     | ワーキントン・タウン                            |
| 1997     | オールダム・ベアーズ                            |
| 1998     | なし                                            |
| 1999     | なし                                            |
| 2000     | なし                                            |
| 2001     | ハダーズフィールド・ジャイアンツ                |
| 2002     | サルフォード・シティ・レッズ                    |
| 2003     | ハリファックス                                  |
| 2004     | カッスルフォード・タイガーズ                    |
| 2005     | ウィドネス・バイキングズ リー・センチュリオンズ |
| 2006     | カッスルフォード・タイガーズ                    |
| 2007     | サルフォード・シティ・レッズ                    |
| 2008     | なし                                            |
| 2009     | なし                                            |
| 2010     | なし                                            |
| 2011     | なし                                            |
| 2012     | なし                                            |
| 2013     | なし                                            |
| 2014     | ロンドン・ブロンコズ ブラッドフォード・ブルズ   |
| 2015     | なし                                            |
| 2016     | ハル・キングストン・ローヴァーズ                |
| 2017     | リー・センチュリオンズ                          |
| 2018     | ウィドネス・バイキングズ                        |
| 2019     | ロンドン・ブロンコズ                            |

## 競技会の規則

### 海外クォータ選手と連盟内育成選手
それぞれのクラブの最大外国人選手数を制限する海外クォータ（quota、定員）が1996年のスーパーリーグ開始以来存在する。しかしながら、欧州連合パスポートを保持する、あるいはコルパック判決の下で来た海外選手はクォータに加算されない。これによって、同じクラブの非英国籍選手の数はクォータを大きく超過することとなった。
スーパーリーグにおける外国人選手の数の増大への懸念に応答して、2007年、RFLは自前の選手を育成するようクラブに奨励するため、「ホームグロウン選手」ルールを導入する計画を公表した。2017年時点で、スーパーリーグのクラブが登録できる海外選手の数は5名までである。さらに、スコッド（その試合に出場登録された選手団）も非連盟内育成選手（連盟育成選手 "Federation-trained player" とは21歳までにラグビーリーグヨーロッパ連盟に加盟するクラブで3シーズン以上プレーした選手）の数は最大7人に制限されている。

### サラリーキャップ
サラリーキャップは1998年にスーパーリーグに初めて導入された。このルールではクラブは収入の50%までを選手の賃金として使うことが許された。2002年シーズンから以後、リーグ内のクラブの戦力の均衡を図るためサラリーキャップの額が180万ポンドに固定された。
スーパーリーグはリアルタイムサラリーキャップシステムの下で運営されており、クラブのサラリーキャップはシーズン開始時とシーズン中ずっと計算される。
- 上位25選手の合計給与は182万5千ポンドを超えてはならない。
- クラブはサラリーキャップに余裕がある時にのみ新たな選手との契約が許される。
- クラブは、シーズン中に少なくとも1試合トップチームで出場した給与上位25選手以外の選手に対して最大5万ポンドの支払いが許される。
- トップチームに出場しない給与上位25選手以外の選手に対する費用は制限されない。
- 同一クラブで少なくとも10シーズン連続プレーしてきた選手は、11年目のシーズンから給与額の半分がサラリーキャップから除外される。これが適用されるのは1つのクラブで最大5万ポンドである。
- クラブは選手へ給与を支払う余裕がある限り、クラブのサラリーキャップを超過する1人の「マーキープレーヤー」と契約することができる。

2017年、スーパーリーグのクラブは翌3シーズンにわたってサラリーキャップを上昇させる提案を承認した。サラリーキャップを2020年までに210万ポンド（約2億9千万円）まで上ることになる。クラブは2人目のマーキープレーヤーと契約することも許される。

### スコッド発表システム
スーパーリーグとチャレンジカップの試合の前、それぞれのクラブは試合の2日前の午後2時までに試合に登録する19人のスコッドを発表しなければならない。

## 批判

### ビッグ4による支配
| シーズン   | ブラッドフォード・ブルズ | リーズ・ライノズ | セント・ヘレンズ | ウィガン・ウォリアーズ |
| ---------- | ------------------------ | ---------------- | ---------------- | ---------------------- |
| 1996       | 3                        | 10               | 優勝             | 準優勝                 |
| 1997       | 優勝                     | 5                | 3                | 4                      |
| 1998       | 5                        | 準優勝           | 4                | 優勝                   |
| 1999       | 準優勝                   | 3                | 優勝             | 4                      |
| 2000       | 3                        | 4                | 優勝             | 準優勝                 |
| 2001       | 優勝                     | 5                | 4                | 準優勝                 |
| 2002       | 準優勝                   | 4                | 優勝             | 3                      |
| 2003       | 優勝                     | 2                | 4                | 準優勝                 |
| 2004       | 準優勝                   | 優勝             | 5                | 4                      |
| 2005       | 優勝                     | 準優勝           | 1                | 7                      |
| 2006       | 4                        | 3                | 優勝             | 8                      |
| 2007       | 3                        | 優勝             | 準優勝           | 6                      |
| 2008       | 5                        | 優勝             | 準優勝           | 4                      |
| 2009       | 9                        | 優勝             | 準優勝           | 6                      |
| タイトル数 | 4                        | 4                | 5                | 1                      |

| シーズン   | リーズ・ライノズ | セント・ヘレンズ | ウィガン・ウォリアーズ | ウォリントン・ウルブズ |
| ---------- | ---------------- | ---------------- | ---------------------- | ---------------------- |
| 2010       | 4                | 準優勝           | 優勝                   | 3                      |
| 2011       | 優勝             | 準優勝           | 2                      | 1                      |
| 2012       | 優勝             | 3                | 1                      | 準優勝                 |
| 2013       | 3                | 5                | 優勝                   | 準優勝                 |
| [2014      | 6                | 優勝             | 準優勝                 | 5                      |
| 2015       | 優勝             | 4                | 準優勝                 | 6                      |
| 2016       | 9                | 4                | 優勝                   | 準優勝                 |
| 2017       | 優勝             | 4                | 6                      | 9                      |
| 2018       | 9                | 1                | 優勝                   | 準優勝                 |
| 2019       | 8                | 優勝             | 2                      | 4                      |
| タイトル数 | 4                | 2                | 4                      | 0                      |

1996年のスーパーリーグ創設以来、これまでわずか4チーム（ブラッドフォード・ブルズ、リーズ・ライノズ、セント・ヘレンズ、ウィガン・ウォリアーズ）しかリーグ制覇を成し遂げていない。また、グランドファイナルに進出したのも合わせてわずか8チームである（上記の4チームに加えて、ハルFC、カッスルフォード・タイガーズ、ウォリントン・ウルブズ）。リーグリーダー（レギュラーシーズン首位）には7チームがなっているが、グランドファイナルに進出経験がないのはわずか1チーム（2013年のハダーズフィールド・ジャイアンツ）のみである。これは創設以来スーパーリーグでプレーした23チームの中でグランドファイナル進出あるいはレギュラーシーズンを首位で終えたのはわずか9チームしかいないということを意味する。
比較として、同時期のオーストラリアのナショナルラグビーリーグ（NRL）では、12の異なるクラブが優勝し、15の異なるクラブがグランドファイナルに進出した。

### ライセンス
2009年から2014年までの間、チームはスーパーリーグでプレーするためにライセンスを申請しなければならなかった。これはスーパーリーグとチャンピオンシップ（2部）との間の自動昇格が存在しなかったことを意味した。これはチャンピオンシップのクラブにとっては不人気だった。
このシステムの結果として下位ディビジョンの観客数は下落した。これは、クラブがチャンピオンシップを優勝するインセンティブがないとリーグに魅力がないと感じられたためである。また、下位ディビジョンのクラブがスーパーリーグのクラブと対戦する機会を得られるのは、チャレンジカップの初期ラウンドのみだった。

### M62回廊
スーパーリーグに対するもう一つの批判は、ほとんどのチームがヨークシャーとランカシャーの間のラグビーリーグの中心地（M62回廊）に位置することである。伝統的な中心地であるイングランド北部以外からスーパーリーグでプレーしたのはカタラン・ドラゴンズとロンドン・ブロンコズだけであった。ウェールズのクラブであるノースウェールズ・クルセイダーズは2011年の創設以来リーグ1（3部）でプレーしている。
リーグの拡大はスーパーリーグが作られた時のRFLの重要方針だった。上述したチームと共に、パリ・サンジェルマンRLがリーグ開始時から参加したが、興味と投資の欠如のためわずか2シーズンで解散した。また、ノース・イースト・イングランドのクラブであるゲーツヘッド・サンダーは1999年に創設され、1999シーズンの1シーズンのみスーパーリーグでプレーし、ハルFCに吸収合併された。
リーグ拡大は下位ディビジョンでも行われてきた。現在、チャンピオンシップ（2部）には1つ、リーグ1（3部）には8つのエクスパンションクラブが存在する。2015年、トゥールーズ・オランピックのリーグ1への参入を承認されたことが発表された。2016年、カナダのトロントを本拠地とするチームのリーグ1への参入が承認されたことが発表された。トロント・ウルフパックは2017シーズンにプレーを開始した。これによって1部から3部まで合わせると4か国（イングランド、フランス、カナダ、ウェールズ）、2大陸からのチームが参加していることも意味する。